# Paul Demany
Pour les articles homonymes, voir Demany.
Paul Demany (1859-1912) est un architecte liégeois dont l'une des œuvres est le pont de Fragnée. Il est le fils de l'architecte Laurent Demany.

## Réalisations
- 1888 : Hôtel de Ville de Clermont-sur-Berwinne.
- 1888 : rue du Jardin-Botanique, nos 42, 44 et 46.
- 1893 : Hôtel Lhonneux (au n° 292 du boulevard d'Avroy).* 1893 : Hôtel Lhonneux (au n° 292 du boulevard d'Avroy).
- 1894 : il s'occupe du démontage et du remontage de la chapelle de Saint-Augustin qui appartenait à l'hôpital de Bavière.
- 1901-1904 : Pont de Fragnée.
- Château de Seraing-le-Château.

Il est inhumé au Cimetière de Robermont à Liège.

## Sources
- Base de données internationale du patrimoine du génie civil.
- Clermont-sur-Berwinne 1230-1980, Auteurs multiples, édité par le Centre Culturel de Clermont-Elsaute-Froithier 1980